# 大竹园镇
大竹园镇，是中华人民共和国陕西省安康市汉滨区下辖的一个乡镇级行政单位。
2015年，陕西省民政厅批复同意撤销新坝镇，将马泥、茶栈、高坪3个村划归大竹园镇。

## 行政区划
大竹园镇下辖以下地区：
大竹园村、槐树村、粮茶村、二联村、官田村、正义村、新铺村、三垭村、丰富村、太平村、大堰村、板沟村、七堰村、金鸡村、小沟村、马泥村、茶栈村和高坪村。